# Роџер Фрај
Роџер Елиот Фрај (енгл. Roger Eliot Fry; Лондон, 14. децембар 1866 — Лондон, 24. јун 1934) био је енглески сликар и ликовни критичар. 

## Биографија
Био је члан Блумсбери круга, утицајне групе енглеских интелектуалаца који су извршили пресудан утицај на међуратни модернизам Велике Британије. Стекао је углед као познавалац великих мајстора западноевропског сликарства, да би потом своје поље интересовања проширио на нове тенденције у француском сликарству, које је именовао термином постимпресионизам. 
Фрај је био пионир на пољу упознавања британске јавности са модерним уметничким токовима, наглашавајући важност формалних обележја насупрот асоцијативности која настаје код гледаоца при сусрету са модерним садржајем. Имао је велики утицај на промену укуса у оквирима англофоног света, те његов значај великим делом лежи у образовању публике за нове стваралачке тенденције које су долазиле из париске авангарде.
Кенет Кларк, британски историчар уметности, описао га је као убедљиво најутицајнију фигуру на промену парадигме уметничког укуса у британском друштву још од појаве Раскина.

## Галерија
- Река са тополама (око 1912)
- Голдсворди Лоуес Дикинсон (1893)
- Едвард Карпентер (1894)
- Идит Ситвел (1915)
- Вирџинија Вулф (1917)